# ويتني لين
ويتني لين (بالإنجليزية: Whitney Lynn)‏ هي فنانة أمريكية، ولدت في 1980.